# Burnley
Burnley – miasto w Wielkiej Brytanii (Anglia), położone w hrabstwie
Lancashire, w dystrykcie Burnley.
W mieście rozwinął się przemysł bawełniany, maszynowy oraz metalowy.

## Demografia
- Liczba ludności: 73 021 (VI 2001)[2]
- Gęstość zaludnienia: 788,6 osób/1 km²
- Powierzchnia: 110,7 km²

## Miasta partnerskie
- Vitry-sur-Seine –  Francja